# Himalopenetretus franzi
Himalopenetretus franzi is een keversoort uit de familie van de loopkevers (Carabidae). De wetenschappelijke naam van de soort werd voor het eerst geldig gepubliceerd in 1998 door Zamotajlov en Sciaky als Ledouxius franzi.